# Перехідні зони «континент-океан»

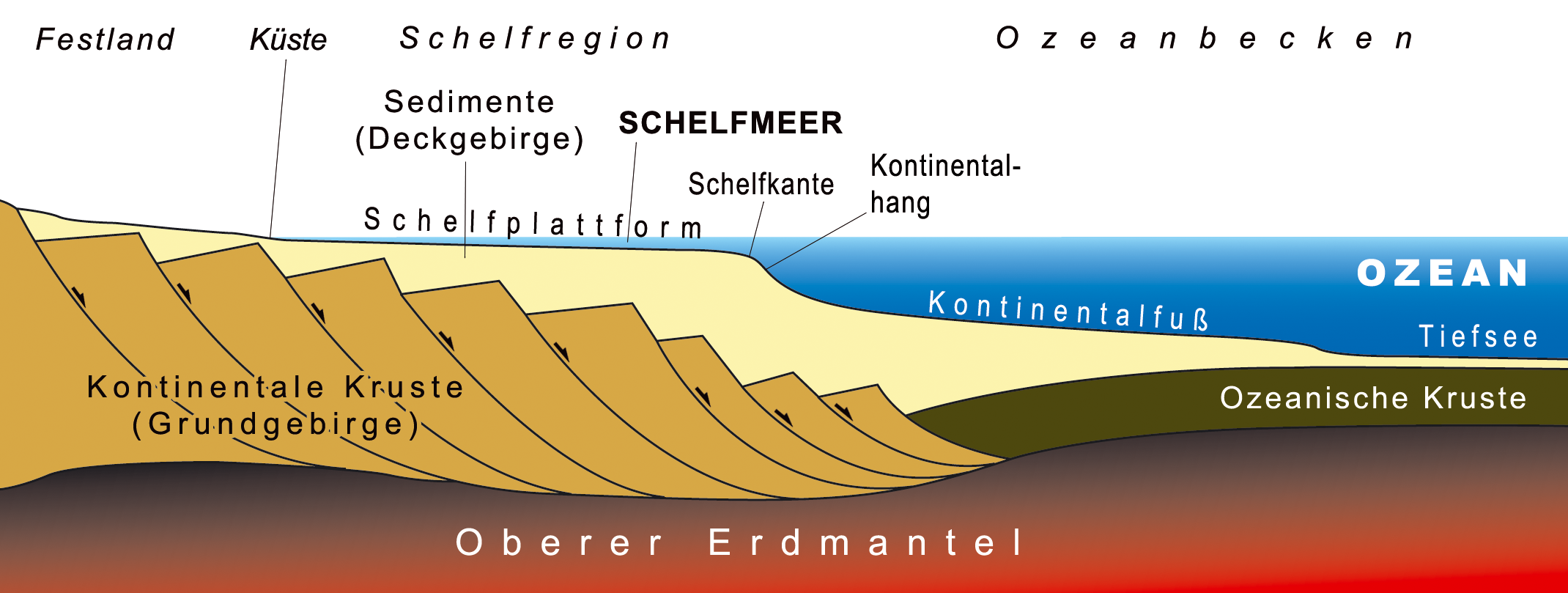
Схематичний профіль перехідної зони «континент-океан»

Перехідні зони «континент-океан» (рос. переходные зоны “континент–океан”, англ. transition zones “continent-ocean”, transitory zones, island arcs zones, нім. Kontinent – Ozean–Übergangszonen f pl) — області, в межах яких відбувається зміна континентальної земної кори на океанічну.

## Загальний опис
Існують 2 типи П.з. — пасивні і активні. У першому випадку перехід відбувається з поступовим потоншенням континентальної кори, а у другому — континенти і їх околиці відділені від океанів глибоководними жолобами, в яких відбувається субдукція (поглинання) океанічних літосферних плит.
П.з., приурочені до пасивних континентальних околиць (або зони атлантичного типу), включають в поперечному розрізі прибережну рівнину, шельф (глиб. до 200—400 м і шириною від дек. десятків до сотень км), континентальний схил крутизною 7–10 °, що йде вниз до глиб. 3500–4000 м; континентальне підніжжя, що являє собою похилий підводний осадовий шлейф, який полого занурюється до абісальних глибин 5000–6000 м. Прикладами подібних П.з. є околиці Атлантичного ок. Сейсмічним профілюванням і бурінням встановлено, що морфологія пасивних околиць має, як правило, акумулятивну природу, утворюється нашаруванням лінз осадів, нахилених у бік океану.
Потужність осадового чохла звичайно 3–5 км, іноді до 10 км і більше. Осадові басейни пасивних околиць містять родов. нафти і газу.
П.з. активних околиць (зони тихоокеанського типу) утворені або системами крайових морів, вулканічних острівних дуг і глибоководних жолобів (П.з. від Азії до Тихого ок.), або активною континентальною околицею з жолобом, але без околич-ного моря і острівних дуг (від Півд. Америки до Тихого ок.). У останньому випадку на краю континенту спостерігається ланцюг наземних вулканів, видовжений вздовж супроводжуючого його глибоководного жолоба.
Сейсмічні та геофізичні дослідження довели, що океанічна плита разом з чохлом осадів йде в жолобі під вулканічну дугу або крайовий вулканічний пояс. Як правило, простежується така послідовність морфологічних і структурних елементів (від океану до континенту): глибоководний жолоб; приострівний (або приконтинентальний) схил жолоба зі складною лускато-насувною структурою; переддуговий прогин, виконаний товщею осадів потужністю 3–5 км, іноді більше; вулканічна дуга, що знаходиться на відстані від 100 до 250—300 км від осі жолоба і складена продуктами вулканізму.
Якщо в розрізі присутнє крайове море, то, як правило, воно підстилається океанічною корою, має глиб. від 3000 до 5000 (іноді 6000) м, характеризується підвищеним тепловим потоком. Крайові моря заповнені осадами потужністю від 1–2 до 4–5 км. Їх океанічне ложе виникло після утворення вулканічних дуг, тобто після початку субдукції.
Формування океанічної кори пов'язане з явищем позадугового (або тилового) спредингу. Перехідні зони активних околиць мають величезне значення як магмоконтролюючі структури; з ними пов'язані рудні корисні копалини — мідні, поліметалічні, золоті, срібні, молібденові, олов'яні, вольфрамові руди.